# Sand, Madžarska
Sand je vas na Madžarskem, ki upravno spada v podregijo Nagykanizsai Županije Zala.